# サイド・サディ

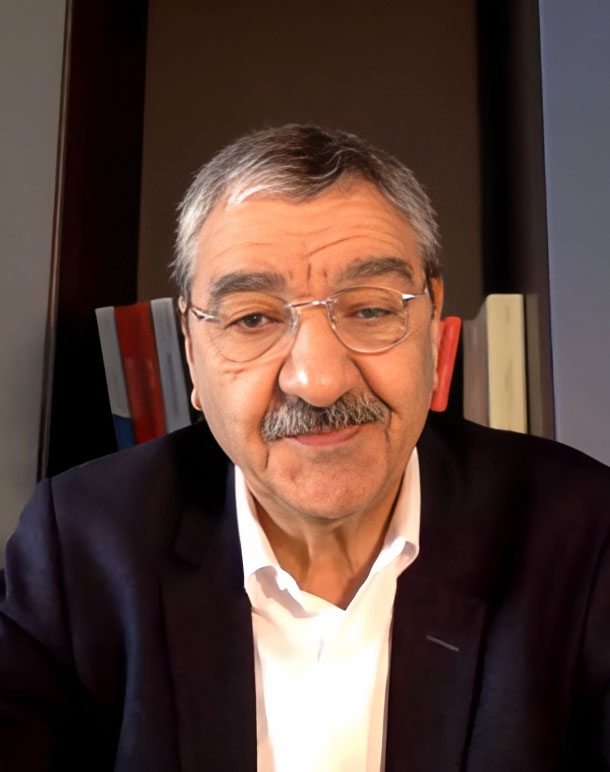
2022年以前

サイド・サディ（カビル語: Saεid Seεdi、英語: Saïd Sadi、1947年8月26日 - ）は、アルジェリアの政治家、人権活動家。文化民主連合の創設者。2012年まで同党の代表を務めた。アルジェリア初の人権連盟の創設者でもある。
1947年8月26日、現在のティジ・ウズー県のAghribsに生まれた。その後は精神科医を務め、1989年に文化民主連合を結成した。
1995年には大統領選挙に立候補し、およそ9%の票を獲得した。また、2004年の大統領選挙に立候補した際には1.9%の得票率を得た。
2009年ごろ、党代表の職を退いて活動家となるとし、文化民主連合の党首選挙に立候補しない旨を議員らに告げた。
2012年3月9日、党大会で文化民主連合の会長職を正式に辞職し、翌日の同大会でMohcine Belabbesが後任として選出された。
2018年2月9日、文化民主連合からの脱退を表明した。